# Abbaye Saint-Étienne de Bassac
Pour les articles homonymes, voir Abbaye Saint-Étienne.
L'abbaye Saint-Étienne de Bassac, située à Bassac (Charente), est une ancienne abbaye bénédictine fondée au tout début du XIe siècle dans le diocèse de Saintes.

## Histoire

### Fondation
L'abbaye Saint-Étienne de Bassac aurait eu pour fondateurs en 1002 Wardrade Lorichès, comte de la Marche et premier seigneur connu de Jarnac  et sa femme Rixendis à leur retour d'un pèlerinage à Rome. Tous deux ont leur sépulture dans l'église de Bassac. La charte signée à Rome en présence de Guillaume Taillefer, comte d’Angoulême, est parvenue jusqu'à nous :

« Moi, Wardrade, sus-désigné, je donne au Seigneur Dieu et aux dits habitants du monastère Saint-Étienne de Bassac et à leurs successeurs, à perpétuité, ma forêt de Marive, prés, boqueteaux et jardins, eaux et moulins, et tout ce qui l’entoure et m’appartient. De même, le bourg où est situé le monastère et toute la terre qui l’environne, paroisse et dîme, les revenus, toutes les coutumes, les maisons (…). »

Aymard sera le premier abbé, accompagné de vingt moines bénédictins de  l’abbaye Saint-Cybard.
Elle a été consacrée vers 1015 par Grimoard, évêque d'Angoulême, et son frère Iso, évêque de Saintes. Elle est dédiée à Notre-Dame, saint Étienne premier martyr et aux saints apôtres Pierre et Paul.

### Expansion et déclin
Rattachée en 1092 à l'abbaye de Saint-Jean-d'Angély, elle redevient libre en 1246. Elle avait droit de justice sur Bassac.
L'abbaye a souffert durant la guerre de Cent Ans : le comte de Derby la saccage une première fois. Les moines la fortifient en perçant les murs des communs de meurtrières. Puis elle a été restaurée sous Guillaume de Vibrac, abbé de 1247 à 1286.
Elle est pillée par les troupes du comte de Derby en 1346, puis par les troupes anglo-gasconnes en 1434. Les habitants du village et de l’abbaye sont dispersés ou faits prisonniers. Découragé, ou ne se sentant pas l’homme de la situation, Pierre-Bernard III résigne sa charge en 1450. Elle est restaurée et fortifiée sous Henri de Courbon, abbé de 1451 à 1476 qui reconstruit également le logis de l'abbé et le cloître.
En 1516, l'abbaye passe sous le régime de la commende.
Elle est à nouveau pillée, par les protestants cette fois, en 1564 puis assiégée et pillée par les Catholiques au moment de la bataille de Jarnac en 1569.

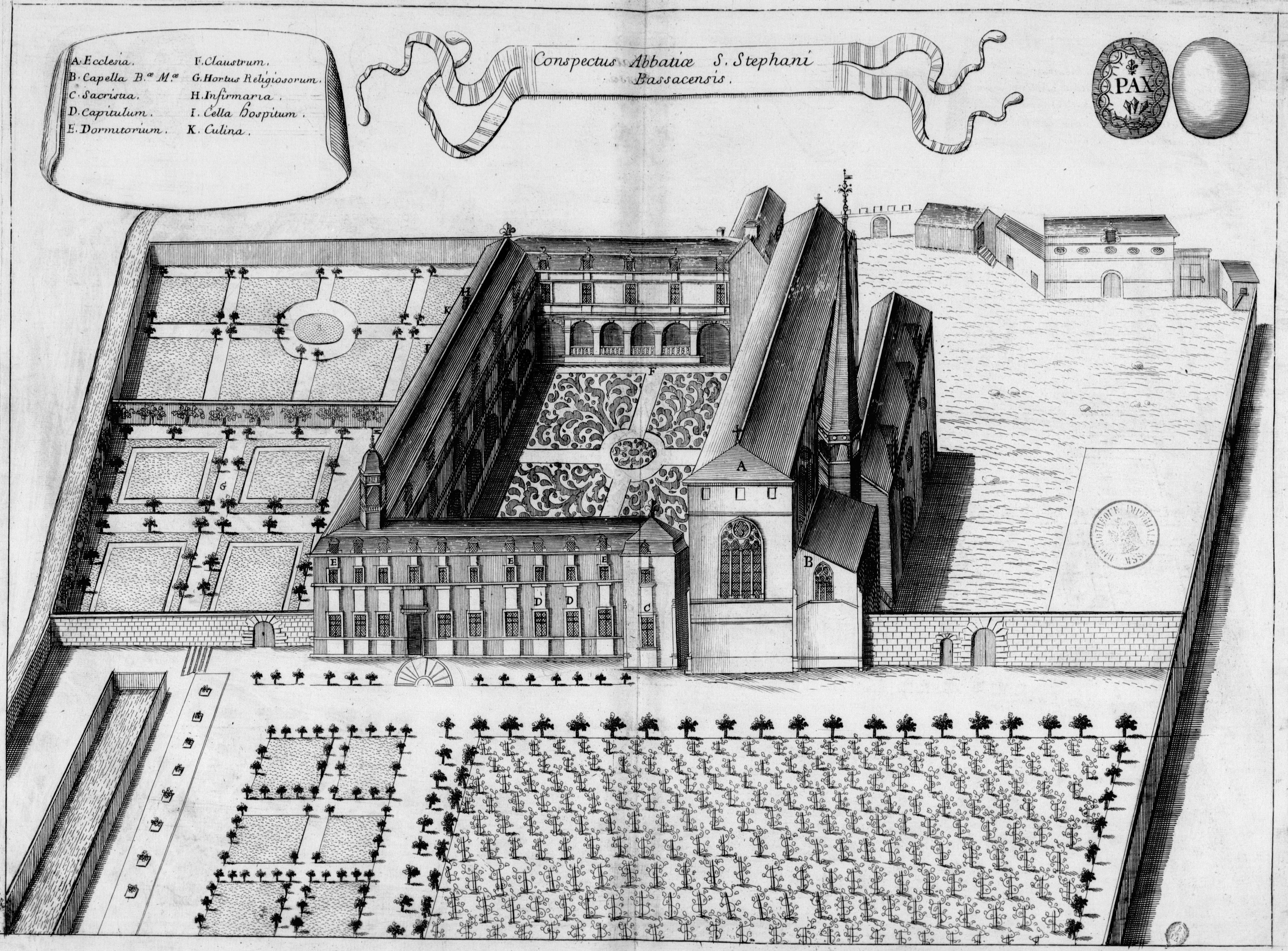
L’abbaye au XVIIe siècle, planche gravée du Monasticon Gallicanum.

Dès le début du XVIIe siècle s'exprime la volonté de restaurer l'abbaye. Ce fut d'abord l’œuvre des prieurs dom Étienne et Raymond Hillayret. En 1636 de premiers travaux sont envisagés dans l'abbaye ruinée : l'église n'a plus ni porte ni charpente, deux travées de voûtes sont déjà effondrées, les autres sont percées. Les offices monastiques n'étaient plus célébrés que dans une chapelle latérale. Les voûtes du cloître sont presque toutes à terre, des dortoirs il ne reste que quelques murs.
En 1666, à l'instigation des frères Hillayret, l'abbaye est affiliée à la nouvelle congrégation bénédictine de Saint-Maur. Les travaux commencent en 1677, menés par Coutareles, l'architecte du duc de Navailles au château de Villebois. L'église est à nouveau voûtée, les bâtiments conventuels sont largement reconstruits jusqu'en 1683, puis achevés dans une seconde campagne dans les années 1710. Autour de 1700 eut lieu le réaménagement du sanctuaire et la réalisation des stalles.
À la Révolution française, les moines peu nombreux sont chassés, les bâtiments vendus comme biens nationaux et l'abbatiale devient l'église paroissiale. On peut lire sur sa façade romane une inscription de la phrase de Robespierre : « Le peuple français reconnaît l'être suprême et l'immortalité de l'âme ».
En 1871 un legs permet de lancer la restauration de l'édifice, menée par l'architecte départemental Édouard Warin. Il fit remplacer les simples chapiteaux de la nef par des sculptures historicistes.

### Restauration de la vie religieuse
En 1947, la Congrégation des frères missionnaires de Sainte-Thérèse de l’Enfant Jésus, fondée par le père Gabriel Martin, rachète progressivement les bâtiments conventuels de l'ancien monastère et les restaure. L'ancienne salle capitulaire mauriste devient la chapelle Sainte-Thèrèse.
L’abbaye de Bassac a été occupée de 1947 à 2012 par la congrégation des frères missionnaires de Sainte-Thérèse de l’Enfant Jésus. Tout en restant un lieu de spiritualité dédié à Thérèse de Lisieux, elle a été vendue à une société civile immobilière en octobre 2015, en vue d'un projet de rénovation et de transformation de l’abbaye en un « espace cultuel et spirituel de dimension internationale »,.

## Liste des abbés
- 1000-?: Aymard
- 1247-1286: Guillaume de Vibrac
- 1451-1476: Henri de Courbon
- 1648-1667: Victor-Augustin de Méliand.
- 1667-1701: Martin Boineau
- 1701-?: ?
- 1763-1793: Louis de Marford

## Architecture
Elle est classée Monument historique par arrêté du 10 décembre 1880.

### L’église abbatiale Saint-Étienne
La première église, romane, est remplacée au début XIIIe siècle par une église gothique en conservant les bases des murs du XIe siècle. Elle est de plan rectangulaire et se compose de quatre travées terminées par un chevet plat. Ses voûtes d'ogives bombées sont du style gothique de l'Ouest.
Le portail occidental présente un caractère roman encore très affirmé. L'ensemble témoigne de l'évolution de l'architecture et de la sculpture de l'Ouest, hybride entre roman et gothique, de la fin du XIIe siècle et la première moitié du XIIIe siècle.
L'intérieur, partagé en deux parties égales par un jubé, garde, dans sa portion inférieure, sous un arceau, la sépulture des fondateurs, Wardrade et Rixendis, seigneurs de Jarnac.
Le mur du chevet a été percé postérieurement, au XVe siècle d'une grande baie à remplages. Elle a été alors fortifiée, flanquée d'échauguettes. Deux échauguettes carrées servant d'archères sont construites au-dessus des contreforts qui encadrent la façade. Elles sont reliées par un passage qui permet aussi de desservir les deux autres archères percées dans le pignon.
En 1677 et 1688 des voûtes de l'abbatiale ont été reconstruites. En 1699 et 1700 est réalisé le grand réaménagement du sanctuaire que l'ont voit encore aujourd'hui. Les stalles et les retables furent sculptées par le frère convers Jean Lacoste. Les sculptures murales furent achevées en 1730 par Girouard et Tournier. C'est un exemple rare d'ensemble mobilier religieux de la fin du XVIIe siècle parfaitement conservé in-situ.

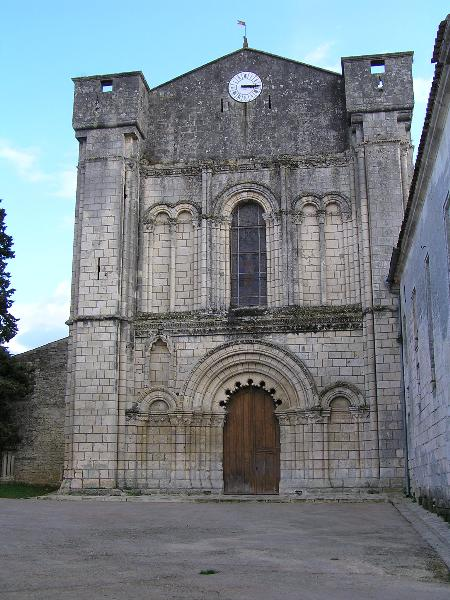
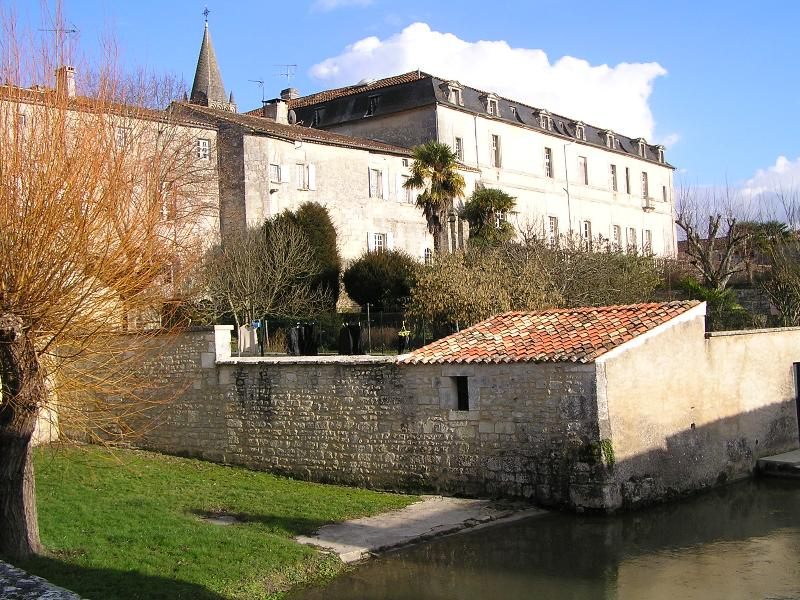
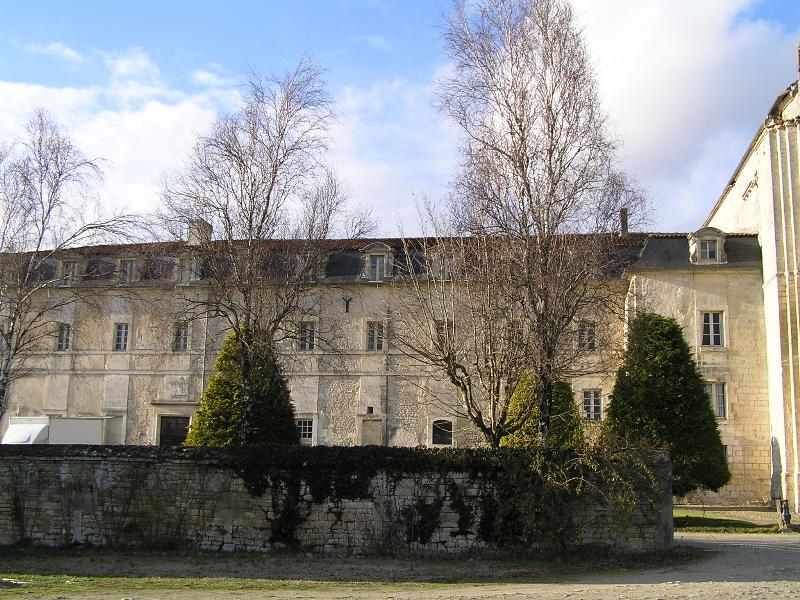
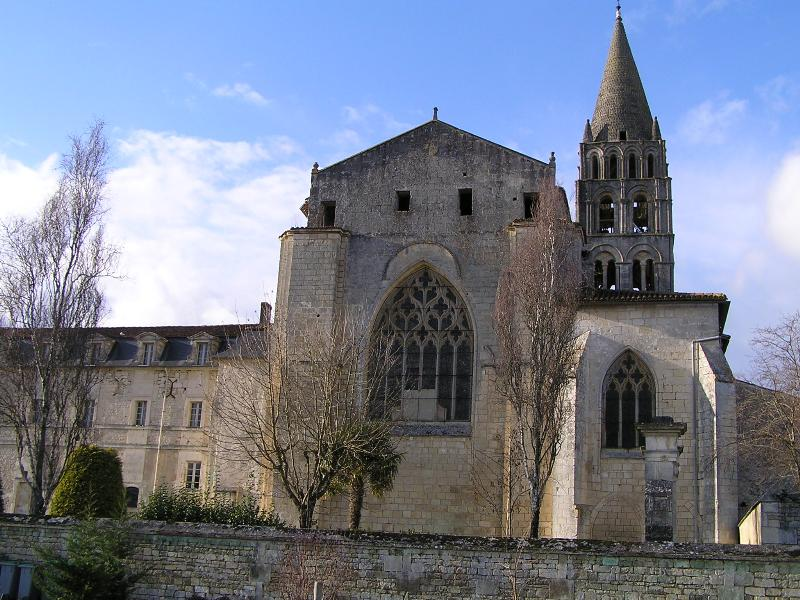

### Le clocher
Le clocher roman a été conservé et sa partie supérieure achevée au XIIIe siècle. Il possède un rez-de-chaussée  couvert d'une petite coupole très élevée du XIIe siècle ; il présente, au-dessus de la souche, quatre étages en retrait les uns sur les autres, soulignés par un cordon, avec colonnettes aux angles, et il est surmonté d'une flèche conique à imbrications, accostée à son départ par quatre pinacles en pyramide triangulaire.

### L’abside et les absidioles
On trouve, entre autres, une chapelle du XIIIe siècle percée d'une baie et couverte d'une voûte d'ogives avec liernes, suivie d'une autre chapelle du XVe siècle, voûtée seulement sur ogives, ayant une baie à trois meneaux et réseau flamboyant,.

### Les bâtiments monastiques
Au XVe siècle l'abbaye a été entourée d'un mur d'enceinte.
Des bâtiments conventuels ont été construits de 1677 à 1716.

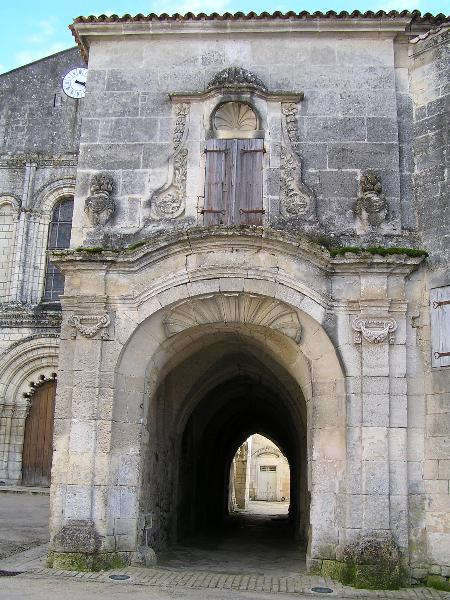
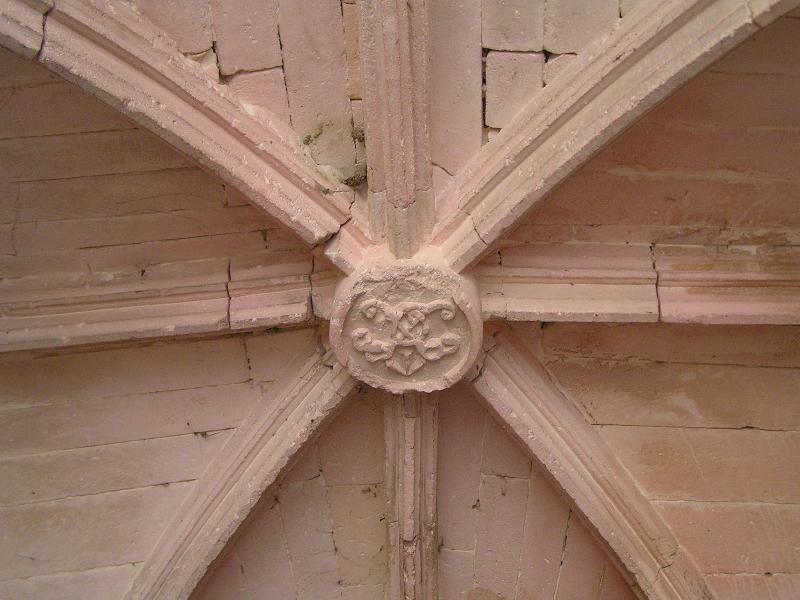
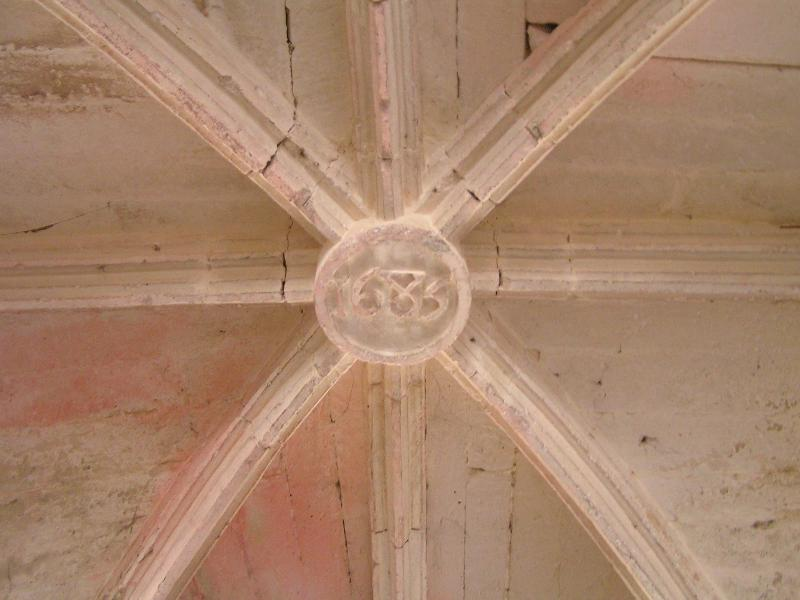
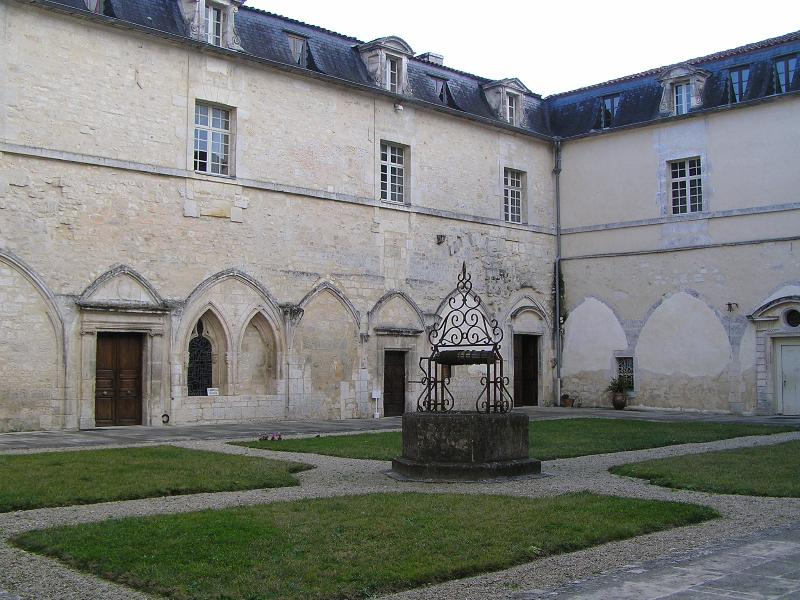
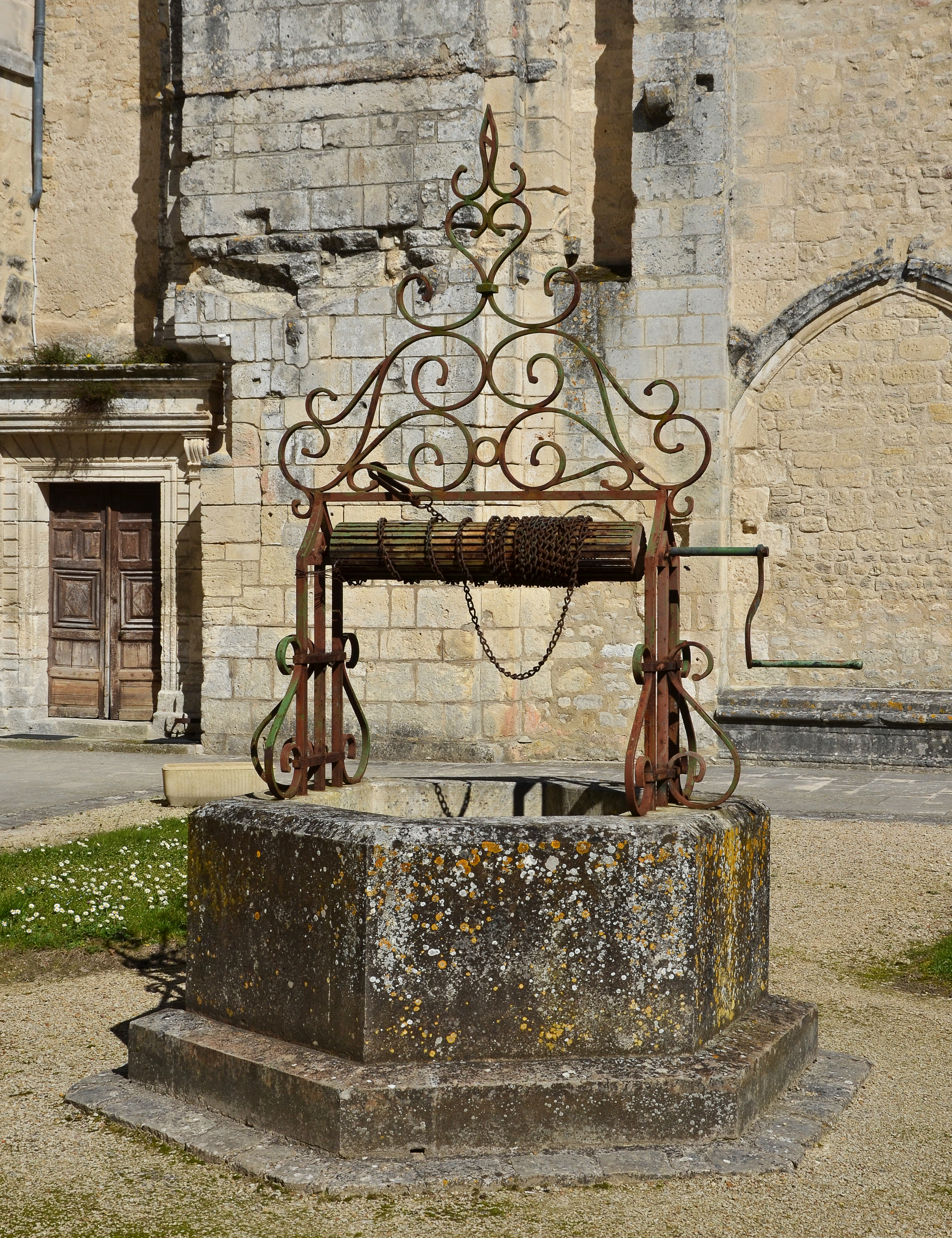

Le cloître a été détruit en 1820.

## Activité
L'abbaye a l'agrément pour recevoir les classes vertes, mais c'est surtout un lieu d'accueil.

## Porte de la Miséricorde

Le Jubilé de la Miséricorde entraîne l'ouverture d'une Porte de la Miséricorde à l'abbaye.

Comme plusieurs autres sites religieux à travers le monde, l'abbaye Saint-Étienne de Bassac a eu en 2015-2016 une « Porte de la Miséricorde », une porte qui, en marge des Portes Saintes ouvertes tous les 25 ans ou selon les exceptions fixées par le pape lors du déroulement des années saintes ou Jubilés, a été établie à l'abbaye Saint-Étienne de Bassac à la suite du désir du pape François de voir le Jubilé de la Miséricorde se répandre partout dans le monde. En somme cette Porte comme toutes les autres portes de la Miséricorde, seconde les Portes saintes quant à leurs rôles dans le Jubilé de la Miséricorde proclamé par le pape François du 8 décembre 2015 au 20 novembre 2016,.